# Zemský okres Vévodství lauenburské
Zemský okres Vévodství lauenburské (německy Kreis Herzogtum Lauenburg) se rozkládá na samém jihovýchodě nejsevernější německé spolkové země Šlesvicko-Holštýnsko a je nazváno po bývalém vévodství Sasko-Lauenbursko, s nímž je územně prakticky identický. Je ohraničen (od západu a ve směru hodinových ručiček) okresem Stormarn, městem Lübeckem, zemskými okresy Severozápadní Meklenbursko (Nordwest Mecklenburg) a Ludwigslust spolkové země Meklenbursko-Přední Pomořansko, zemskými okresy Harburg a Lüneburg spolkové země Dolní Sasko, a městskou spolkovou zemí Hamburk.

## Zeměpis
V okrese se nachází řada historicky významných měst například Lauenburg, Mölln a Ratzeburg, za jejichž prosperitou stála tzv. Stará solná cesta (Alte Salzstraße), jedna z hlavních středověkých obchodních cest, kterou se dopravovala sůl ze solných dolů na jih od řeky Labe na sever do Lübecku. Přeprava soli stála také za výstavbou nejstarší umělé vodní cesty Evropy, kanálu Stecknitz (1398), který byl v roce 1900 nahrazen kanálem Labe-Lübeck.
Krajina je charakterizována četnými jezery, která tvoří Přírodní park Lauenburská jezera (Naturpark Lauenburgische Seen). Největší jezero je Ratzeburské jezero, s plochou 16 km². Administrativním centrem okresu je Ratzeburg, největším městem pak Geesthacht.

## Historie
Zemský okres Vévodství lauenburské je nazváno podle středověkého vévodství Sasko-Lauenbursko, které byla jedním z pozůstatků původního kmenového vévodství Sasko, jež bylo roku 1296 rozděleno na dvě území — Sasko-Wittenberg a Sasko-Lauenburg).
Sasko-Lauenbursko bylo také známé zkráceně jen jako Lauenbursko. Zatímco území Saska-Wittenberska se v průběhu staletí drasticky změnilo, vévodství Lauenburg zůstalo téměř beze změny až do ztráty nezávislosti v roce 1689, kdy bylo zděděno knížaty lüneburskými. Vídeňským kongresem v roce 1815 bylo uděleno nejprve králi pruskému a vzápětí vévodovi holštýnskému jako kompenzace za ztrátu Norska a ztrátu nároků na bývalé Švédské Pomořany s ostrovem Rujánou, které kongres dodatečně přiznal Prusku. Vévoda holštýnský byl totiž rovněž králem dánským, takže v letech 1815 až 1864 bylo Lauenbursko pod dánskou nadvládou. V roce 1864 se stalo kořistí Pruska. Po krátké období bylo vévodství v rámci Pruska ještě nezávislým subjektem, ale v roce 1876 bylo začleněno jako okres do pruské provincie Šlesvicko-Holštýnsko.
1. dubna 1937 území okresu na základě zákona o Velkém Hamburku a dalších územních úpravách přišlo o vesnici Curslack, naopak však získalo původně hamburské město Geesthacht, původně meklenburské exklávy Panten s osadami Hammer a Mannhagen, Horst, Walksfelde a Domhof Ratzeburg, původně lübecké exklávy Düchelsdorf, Sierksrade, Behlendorf, Hollenbek, Albsfelde, Giesensdorf, Harmsdorf, Nusse, Poggensee, Ritzerau, Groß Schretstaken, Klein Schretstaken a Tramm.
Po skončení druhé světové války bylo Lauenbursko součástí britské okupační zóny. Na základě tzv. Barber-Ljaščenkovy dohody ze 13. listopadu 1945 pak došlo k úpravě hranice britské a sovětské okupační zóny (a současně též hranice Šlesvicka-Holštýnska a Meklenburska), při níž byly k 26. listopadu 1945 výměnou za vesnice Dechow, Groß Thurow, Klein Thurow a Lassahn připojeny k okresu dosud meklenburské obce Ziethen, Mechow, Bäk a Römnitz. Po sjednocení NDR a SRN roku 1990 již nedošlo k obnovení původního průběhu hranice.

## Znak
Znak se skládá z bílého koně, starobylého symbolu vévodství Lauenburg. Kůň je obklopen bíločerným (barvami Pruska) okrajem.

## Doprava
- Od roku 2003 byl systém hromadné dopravy v kraji začleněn do systému integrované dopravy Hamburger Verkehrsverbund (HVV).
- Hlavními spoji jsou dálnice A1 (Hamburg-Lübeck) na západě, a A 24 (Hamburg-Berlin) na jihu, A 25 (Geesthacht-Hamburg) a 20 (Luebeck-Rostock) na severu.
- Existuje železniční spojení z Hamburku do Büchen a Berlína; a z Lüneburku na Büchen a Lübeck, prostřednictvím Mölln a Ratzeburg. Obě linky jsou provozovány Deutsche Bahn AG.Na trase Bergedorf — Geesthacht je stále v provozu stará obchodní železniční cesta, která nyní slouží jako trasa železničního muzea.
- V labském říčním přístavu v Lauenburgu byl roku 1900 otevřen kanál Labe-Lübeck
- Nejbližší letiště jsou v Lübecku a Hamburku.

## Města a obce
Města:
1. Geesthacht
2. Lauenburg/Elbe
3. Mölln
4. Ratzeburg
5. Schwarzenbek

Obce:
1. Albsfelde
2. Alt-Mölln
3. Aumühle
4. Bäk
5. Bälau
6. Basedow
7. Basthorst
8. Behlendorf
9. Berkenthin
10. Besenthal
11. Bliestorf
12. Börnsen
13. Borstorf
14. Breitenfelde
15. Bröthen
16. Brunsmark
17. Brunstorf
18. Büchen
19. Buchholz
20. Buchhorst
21. Dahmker
22. Dalldorf
23. Dassendorf
24. Düchelsdorf
25. Duvensee
26. Einhaus
27. Elmenhorst
28. Escheburg
29. Fitzen
30. Fredeburg
31. Fuhlenhagen
32. Giesensdorf
33. Göldenitz
34. Göttin
35. Grabau
36. Grambek
37. Grinau
38. Groß Boden
39. Groß Disnack
40. Groß Grönau
41. Groß Pampau
42. Groß Sarau
43. Groß Schenkenberg
44. Grove
45. Gudow
46. Gülzow
47. Güster
48. Hamfelde
49. Hamwarde
50. Harmsdorf
51. Havekost
52. Hohenhorn
53. Hollenbek
54. Hornbek
55. Horst
56. Juliusburg
57. Kankelau
58. Kasseburg
59. Kastorf
60. Kittlitz
61. Klein Pampau
62. Klein Zecher
63. Klempau
64. Klinkrade
65. Koberg
66. Kollow
67. Köthel
68. Kröppelshagen-Fahrendorf
69. Krukow
70. Krummesse
71. Krüzen
72. Kuddewörde
73. Kühsen
74. Kulpin
75. Labenz
76. Langenlehsten
77. Lankau
78. Lanze
79. Lehmrade
80. Linau
81. Lüchow
82. Lütau
83. Mechow
84. Möhnsen
85. Mühlenrade
86. Müssen
87. Mustin
88. Niendorf a. d. St.
89. Niendorf bei Berkenthin
90. Nusse
91. Panten
92. Pogeez
93. Poggensee
94. Ritzerau
95. Römnitz
96. Rondeshagen
97. Roseburg
98. Sahms
99. Salem
100. Sandesneben
101. Schiphorst
102. Schmilau
103. Schnakenbek
104. Schönberg
105. Schretstaken
106. Schulendorf
107. Schürensöhlen
108. Seedorf
109. Siebenbäumen
110. Siebeneichen
111. Sierksrade
112. Sirksfelde
113. Steinhorst
114. Sterley
115. Stubben
116. Talkau
117. Tramm
118. Walksfelde
119. Wangelau
120. Wentorf (Amt Sandesneben)
121. Wentorf bei Hamburg
122. Wiershop
123. Witzeeze
124. Wohltorf
125. Woltersdorf
126. Worth
127. Ziethen

nezařazené území: Sachsenwald